# Infraestructures Ferroviàries de Catalunya
Infraestructures Ferroviàries de Catalunya (IFERCAT) és un ens públic de la Generalitat de Catalunya adscrit al Departament de Territori encarregat de conservar, gestionar i administrar aquelles infraestructures ferroviàries de Catalunya que li encomani el Govern. Alhora, l'Ifercat té també la missió de construir, conservar i explotar totes les infraestructures de transport que li encarregui el govern.
La seva creació, l'any 2001, s'emmarca dins del procés de liberalització ferroviària que promou la Unió Europea, la qual exigeix que la gestió de les infraestructures ferroviàries (considerat un monopoli natural) se separi de l'explotació comercial del servei, el qual s'ha d'obrir a la lliure competència.
La presidència de l'ens recau normalment sobre el secretari d'infraestructures i mobilitat del Departament de Territori i Sostenibilitat, Isidre Gavín a 2019.

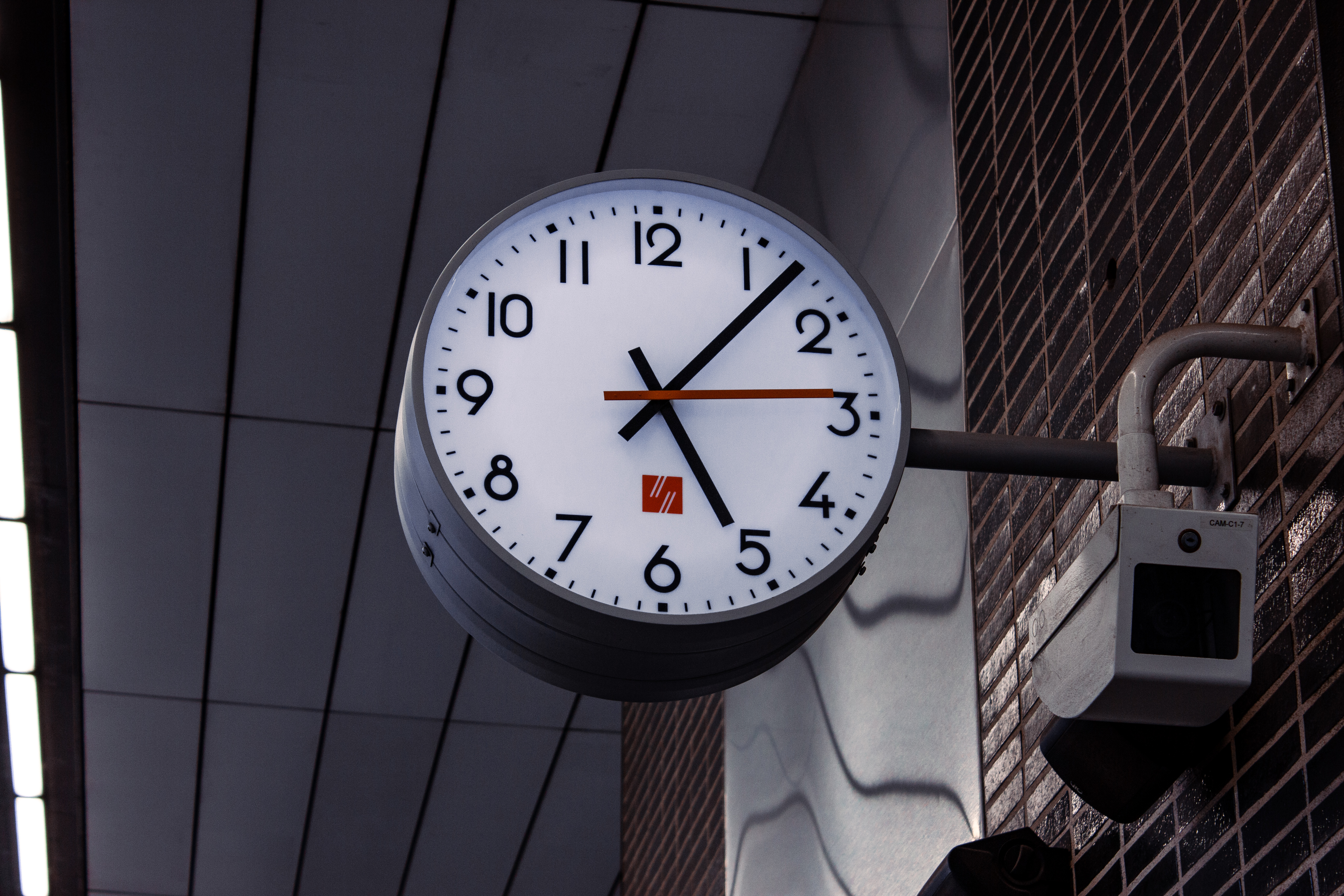
Un rellotge ferroviari amb el logo d'Ifercat

## Projectes
IFERCAT es responsable dels següents projectes ferroviaris al territori català:
- Línia 9 del metro de Barcelona[5]
- Línia Orbital Ferroviària[6][7]
- Eix transversal Ferroviari[8][9]
- Tren Tramvia[10]